# Maud van Northumbria
Maud van Northumbria, ook Mathilde, (ca. 1073 - 1130/1131) was 2e gravin van Huntingdon en Koningin-gemalin van Schotland. Ze was een dochter van Waltheof II van Northumbria en Judith van Lens. Ze kreeg het graafschap Huntingdon van haar vader toebedeeld en huwde twee keer.
Simon I de Senlis zou met Mauds moeder Judith huwen, maar die weigerde. Dit maakte koning Willem I van Engeland woedend en hij pakte haar landerijen af en gaf die aan Maud die in 1090 wel met De Senlis trouwde. In 1090 en samen kregen ze de volgende kinderen:
- Simon II de Senlis, earl van Huntingdon en Northampton, stichter van de abdij van St Andrews in Northampton, waar hij ook is begraven. Gehuwd met Isabella, dochter van Robert II van Beaumont. Ouders van Simon III, earl van Huntingdon en Northampton, en een aantal dochters.
- Matilda de Senlis, gehuwd met Robert de Clare en daarna met Saher de Quincy.
- Waltheof de Senlis, 1148 abt van Melrose
- een onbekende dochter

De Senlis overleed in 1109, en Maud hertrouwde met koning David I van Schotland, met hem kreeg ze de volgende kinderen:
- Malcolm, op jonge leeftijd vermoord door een klerk
- Hendrik van Schotland (1115 – 1152), 3e graaf van Huntingdon
- Claricia, jong overleden
- Hodierna, jong overleden
- onbekend kind, ouder van een dochter Ela, gehuwd met Duncan MacDuff earl van Fife

Mathilde is begraven in de abdij van Scone.